# Cultura swideriense

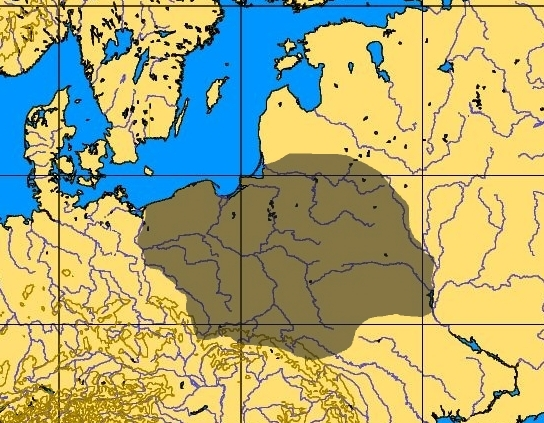
Distribución del Swideriense.

Cultura Swideriense, es el nombre del complejo cultural del Paleolítico Tardío estacionadas en Polonia y las zonas circundantes. El sitio más representativo es Swidry Wielkie. El Swideriense es reconocido como una cultura particular que se desarrolló en las dunas de arena cercanas a los glaciares. Rimantiene (1996) examinó la relación entre Swideriense y Solutrense, y concluyó que la influencia solutrense fue «importante, aunque indirecta», en contraste con el complejo cultural de Bromme-Ahrensburg (cultura Lyngby), que introdujo el término «Magdaleniense Báltico» para incluir a todos los grupos del norte europeo de finales del paleolítico, que tienen un origen común en el Auriñaciense.
La cultura Swideriense desempeña un papel central en la transición del Paleolítico al Mesolítico. En general se acepta que la mayoría de la población swideriense emigró (hacia el 10000 a. C.-9500 a. C.) al noreste, tras la retirada de la tundra, después del Dryas reciente.
Sorokin (2004) rechaza la hipótesis de «contacto» para la formación de la cultura de Kunda y afirma que su origen en la migración estacional de la población Swideriense propios de la frontera entre el Pleistoceno y el Holoceno, cuando la existencia humana se basaba en la caza de renos. Muchos de los sitios más arcaicos del Mesolítico en Finlandia son post-Swideriense. En cuanto a Escandinavia, la opinión generalizada es que el asentamiento más antiguo en el norte de la costa noruega procede de la cultura de Fosna.